# Parque nacional de Chaloem Rattanakosin
El Parque nacional de Chaloem Rattanakosin (en tailandés, อุทยานแห่งชาติเฉลิมรัตนโกสินทร์) es un área protegida del centro de Tailandia, en la provincia de Kanchanaburi. Es un parque de pequeño tamaño, que se extiende por 59 kilómetros cuadrados. Después de establecerse una reserva forestal de Tham Than Lot en 1974 y después, en 1980, fue ascendido a la categoría de parque nacional, el 17.º del país. 
El parque, con montañas, cuevas y cascadas, dorma parte del área protegida Complejo de bosques occidentales. Aquí se encuentran restos de ejércitos birmano y japonés, lo que añade valor histórico al parque. La mayor parte del terreno está dominado por una cordillera montañosa de caliza, que alcanza su punto más alto en la cresta Khao Kamphaeng con 1.260 m s. n. m.